# 金聖嘆

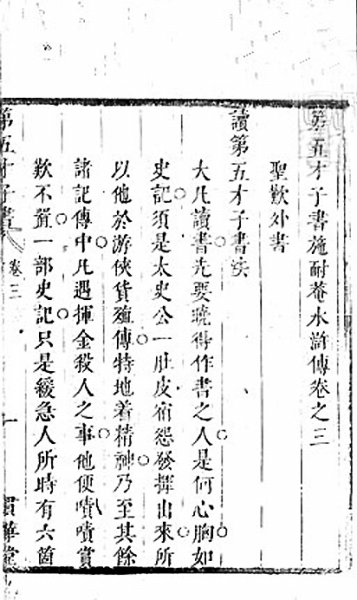
金聖嘆本水滸伝の「読法」

金 聖嘆（金聖歎、きん せいたん、万暦36年（1608年） - 順治18年7月13日（1661年8月7日））は、明末清初の文芸評論家。
俗文学として低く見られてきた『水滸伝』や『西廂記』を古典と同様に高く評価し、その評注本を出版したことで知られる。
名は人瑞（じんずい）で、聖嘆は字、号は泐庵。

## 生涯
蘇州府呉県に生まれる。
本名が張采または張若采であったとする説があるが、真偽は明らかでない。貧乏士大夫の家に育ったといい、幼いころのさまざまな伝説が存在する。
天啓2年（1622年）に童試に及第した。同じ頃に結婚し、崇禎5年（1632年）には子の金雍が生まれている。崇禎14年（1641年）に『水滸伝』の評釈を出版した。
崇禎17年（1644年）に明が滅亡したが、金聖嘆は清には仕えず、この頃から仏書に親しむようになった。順治6年（1649年）には『碧巌録』の公案25則をもとに『聖人千案』を書いている。
順治13年（1656年）には『西廂記』の評釈を出版した。順治17年（1660年）には唐詩595首の評釈（唐才子詩）を書いた。
順治17年（1660年）に呉県県令として赴任した任維初は貪官であり、評判が悪かった。順治18年（1661年）2月に順治帝が崩御すると、その追悼集会が任維初による税の取りたてを批判する弾劾運動に変わった（哭廟抗糧、中国語版）。政府は運動を弾圧し、金聖嘆は運動の首謀者のひとりと見なされて捕えられ、江寧に送られて刑死した。

## 業績
金聖嘆は『荘子』、屈原『離騒』、司馬遷『史記』、杜甫詩、『水滸伝』、王実甫『西廂記』を六才子書と呼んだことで特に知られる。このうち、第五才子書『水滸伝』と、第六才子書『西廂記』を出版した。杜甫詩の作業にもとりかかったものの、完成前に刑死し、一族の者である金昌によって一部が『杜詩解』4巻として出版された。
これらは金聖嘆の思想に合わせて本文が改変されており、とくに『水滸伝』は後半を捨てて全70回（梁山泊に108人の好漢が集結するところまででうちきったもの）に変更したが、後世は金聖嘆本が主に行われて、本来の100回本や120回本が忘れられるほどの影響を及ぼした。『西廂記』についても第5本を後世の追加として削除した。
金聖嘆は書物の冒頭に「読法」と呼ぶ総論を置き、また各節にも総論を記し、さらに文章の間に評語をはさんだ。『水滸伝』の「読法」では人物を上の上から下の下までに分類し、宋江を下の下に置いた。
金聖嘆の言行を憎む人も多かったが、反面人気も高く、書店は原稿を求めて金聖嘆のもとにおしよせたという。
俗文学に対する高い評価は李卓吾ら陽明学左派に見られる特徴であり、金聖嘆以前に童心の説を唱えて『水滸伝』などを高く評価した李卓吾、『金瓶梅』をたたえた袁宏道、『三国志演義』『水滸伝』『西遊記』『金瓶梅』を四大奇書の名で出版した李漁などがいる。